# Akurgal

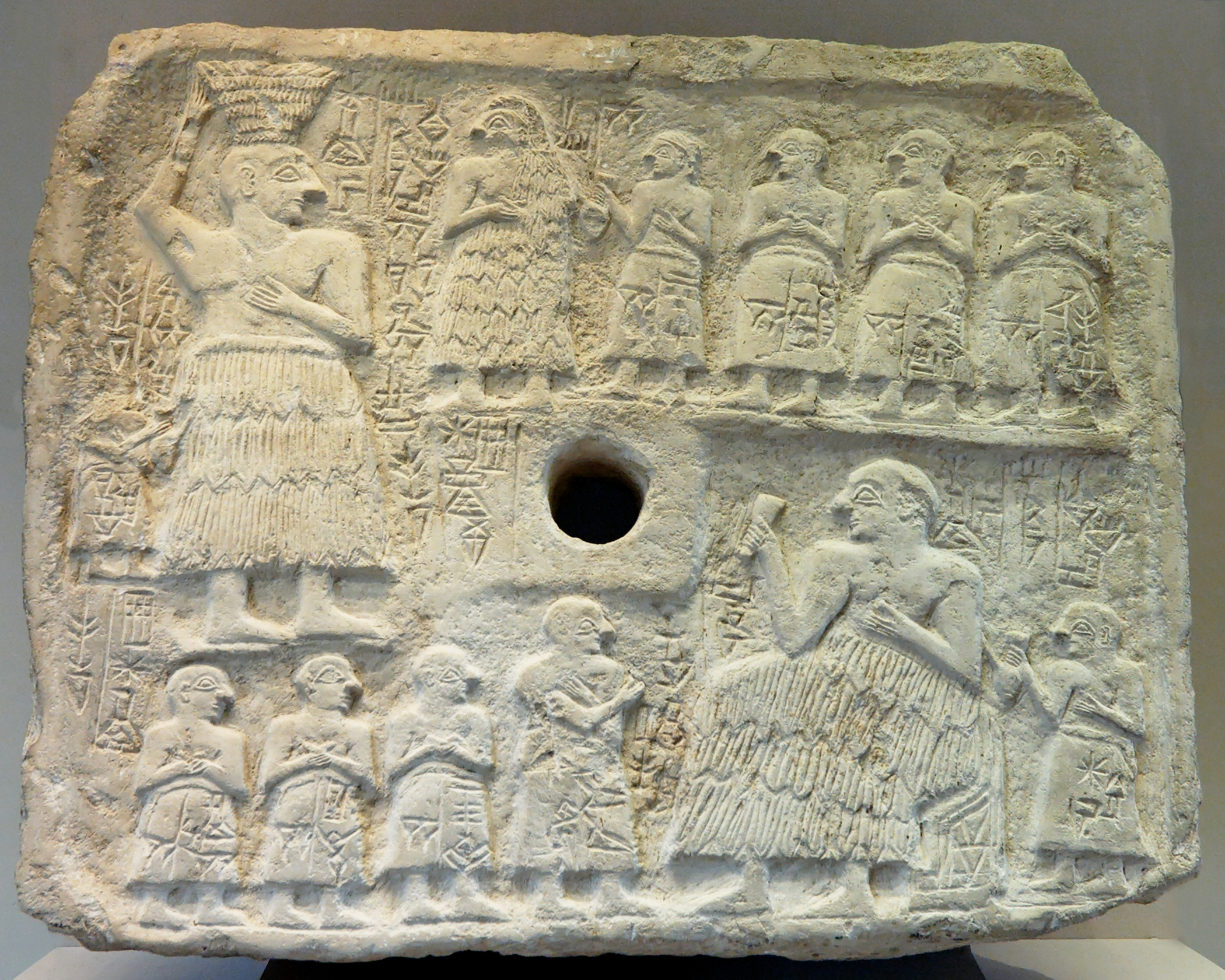
Kamienna płytka wotywna ukazująca Ur-nansze wraz z jego rodziną; Akurgal przedstawiony został w górnym rejestrze, zaraz za Abdą, córką Ur-Nansze; zbiory Luwru (AO 2344).

Akurgal (sum. a.kur.gal, tłum. „Ojciec (jest) wielką górą”) – władca sumeryjskiego miasta-państwa Lagasz, panujący na początku 2 połowy III tys. p.n.e. Syn i najprawdopodobniej następca Ur-Nansze. Wzmiankowany w inskrypcjach Ur-Nansze na wszystkich czterech jego „rodzinnych płytkach wotywnych”. Władca mało znany, pozostawił po sobie niewiele inskrypcji, co może wskazywać, iż panował jedynie przez krótki okres.